# Блоне (Польша)
Блоне (пол. Błonie), Блоня (Блоны) — город в современной Польше, входит в Мазовецкое воеводство, Западноваршавский повят.
Город имеет статус городско-сельской гмины. Занимает площадь 9,12 км². Население — 12 191 человек (на 2004 год).

## История
Впервые поселение и местность были упомянуты в 1290 году, когда мазовецкий князь Конрад, построил здесь католический монастырь. Впоследствии, князь мазовецкий Иоанн, пожаловал поселению привилегии Магдебургского права. Евреям было запрещено пребывание в Блоне, в соответствии с привилегией князя мазовецкого Иоанна, от 1380 года, сохранявшей свою силу до 1862 года.
В 1698 году здесь под начальством Николая Свенцкого, епископа киевского, и Адама Сенявского, воеводы белзского, после смерти Иоанна Собеского собрались приверженцы принца де Конти, претендента на польский престол, и здесь же между ними и сторонниками Августа II Саксонского, 3 марта 1698 состоялось соглашение в пользу последнего.
В поселении, в 1704 году, расположился лагерем Карл XII с войском, которого 13 июля посетил познанский воевода Станислав Лещинский, перед выборами претендентов на польский престол. В 1705 году шведский король, со своими войсками, снова прибыл в Блоню, чтоб ускорить коронование своего ставленника, и вторично, в несколько дней, имел здесь свидание с ним после коронации на престол.
На окончание XIX столетия поселение имело каменную приходскую римско-католическую церковь, мировой суд, начальное училище. В уездном городе было четыре кожевенных завода с ежегодным производством на 2 150 рублей, спичечный завод, производящий на 4 300 рублей, и кирпичный — на 1 000 рублей. В 1891 году в городе насчитывалось до 2 000 жителей обоего полу.
В 1892 году в местечке родился Владислав Андерс, известный польский генерал, главнокомандующий одной из польских армий, сформированной в Союзе ССР, в годы Второй Мировой войны. В 1897 году, в Блоне, жителей 2 974 человек, из коих евреев 1 027, римско-католиков 1 834.
На начало XX столетия Блоня (Блоны) уездный город (Блонский уезд) Варшавской губернии Привислинского края России. На 1907 год в уездном городе проживало около 3 000 жителей обоего полу. В городе было много прядилен и ткацких фабрик, был и сахарный завод. Блоня уездный фабричный поселок Жирардов и других.
До 1917 года город входил в состав Кутновского уезда Варшавской губернии Российской империи.

## Город-побратим
Город-побратим — Корено-Аузоньо.

## Достопримечательности
- Воинское кладбище времён Первой мировой войны — исторический памятник.